# Younes Ali
Younes Ali Rahmati (Doha, 3 gennaio 1983) è un allenatore di calcio ed ex calciatore qatariota, di ruolo centrocampista.